# Punta de Balasto
Punta de Balasto es una localidad del Departamento Santa María en la provincia Argentina de Catamarca.
Se encuentra sobre la Ruta Nacional 40 al sur de la ciudad de Santa María.
En 1973 fue sepultado por un alud, a pesar de los cual muchos de sus pobladores permanecieron viviendo en carpas entre sus restos. Posteriormente fue reconstruido con ayuda estatal.

## Población
Cuenta con 190 habitantes (Indec, 2001), lo que representa un descenso del 17,39% respecto a los 230 habitantes (Indec, 1991) del censo anterior.

## Terremoto de Catamarca de 1898
Ocurrió el 4 de febrero de 1898 (127 años), a las 12.57 de 6,4 en la escala de Richter; a 28º26' de Latitud Sur y 66º09' de Longitud Oeste (28°26′59″S 66°9′0″O / -28.44972, -66.15000)
Destruyó la localidad de Saujil y afectó severamente los pueblos de Pomán, Mutquín y entorno. Hubo heridos y contusos. Ante la desesperación (y desmemoria e ignorancia teniendo en cuenta la gravedad del anterior sismo hacía seis años) los habitantes del Departamento acudieron a la misericordia del Señor del Milagro, patrono de esa localidad, que aligeró los corazones y desde entonces en agradecimiento, la gente del departamento se reúne en Saujil cada 4 de febrero para conmemorar el milagro.

### Sismicidad
La sismicidad de la región de Catamarca es frecuente y de intensidad baja y un silencio sísmico de terremotos medios a graves cada 30 años en áreas aleatorias. Sus últimas expresiones se produjeron:
- 21 de marzo de 1892 (132 años), a las 1.45 UTC-3 con 6,0 Richter; como en toda localidad sísmica, aún con un silencio sísmico corto, se olvida la historia de otros movimientos sísmicos regionales (terremoto de Recreo de 1892)
- 21 de octubre de 1966 (58 años), a las 12.39 UTC-3 con 5,0 Richter
- 3 de noviembre de 1973 (51 años), a las 14.17 UTC-3 con 5,8 Richter: además de la gravedad física del fenómeno se unió el olvido de la población a estos eventos recurrentes
- 7 de septiembre de 2004 (20 años), a las 8.53 UTC-3, con una magnitud aproximadamente de 6,5 en la escala de Richter (terremoto de Catamarca de 2004)[1]